# Alcyonium digitatum
Alcyonium digitatum Linnaeus, 1758 è un ottocorallo della famiglia Alcyoniidae.